# Régie commerciale
 (septembre 2016).
Améliorez-le ou discutez des points à vérifier. 
La régie commerciale consiste en la réalisation par un prestataire et pour le compte d’une entreprise contractante (le donneur d’ordre) de diverses prestations relatives à la commercialisation de ses produits. 
Dans le cadre d’un contrat de régie commerciale, le donneur d’ordre externalise un certain nombre d’opérations clés relatives au cycle de vente : 
- La négociation « grand-compte » et l’ouverture de comptes,
- La vente,
- La promotion commerciale,
- Le stockage de produits,
- La distribution,
- Le service après-vente.

## Description
La régie commerciale est une alternative aux politiques de distribution classiques. Dans la distribution de produits, on l'oppose au circuit court (le fabricant vend directement aux détaillants ou aux consommateurs) et au circuit long (grossistes, centrales d'achats ou groupements, puis détaillants...). Il s'agit d'une voie intermédiaire permettant de maîtriser la chaîne de diffusion des produits tout en bénéficiant des avantages et de la souplesse que confère l’externalisation.
Le prestataire régisseur agit sous les ordres de son mandant qui lui transmet ses instructions  et objectifs concernant ses canaux de distribution, ses prix, et son positionnement. Le principe fondamental de la régie commerciale repose donc sur un respect strict de la stratégie commerciale du donneur d’ordre.
Le prestataire rend des comptes à son client. Contrairement aux schémas traditionnels de distribution (par grossiste par exemple), où le fabricant n’a pas de regard sur les conditions faites aux détaillants, la régie commerciale lui offre un droit  de regard permanent sur les actions menées par le prestataire régisseur : interventions terrain, ventes réalisés, part de marché, état des stocks et expéditions ainsi que l’accès aux données clients.

## Fonctionnement
Contrairement aux options consistant à externaliser seulement la vente des produits (forces de ventes supplétives, animations magasins…) la Régie Commerciale implique la prise en charge par le prestataire régisseur de la plupart des opérations liées à la relation client, parmi celles-ci on trouvera :
- La mise en place d’une structure de vente B to B externalisée pour assurer les négociations et la promotion dans les réseaux de distribution ciblés dans les conditions et selon les choix stratégiques du client : enseignes, régions, conditions commerciales et tarifaires…
- La prise en charge logistique des produits par le régisseur selon deux options[4] :
  - Le stock déporté : les produits restent propriété du donneur d’ordre, le prestataire régisseur se chargeant uniquement des livraisons et de la facturation.
  - Le portage des valeurs d’exploitation : le prestataire régisseur achète les produits puis les revend aux réseaux aux conditions négociées par le donneur d’ordre avec les détaillants ou chaînes de magasins. Il supporte dans ce cas une partie du besoin en fonds de roulement.
- La mise en place d’une structure de vente B to C externalisée (animateurs, vendeurs) pour assurer la vente et la promotion des produits aux clients finaux (sell-out).
- La mise en place d’une structure externe de support après-vente de premier et second niveau : maintenance sur site et hors site, hotline, support client.
- La fourniture d'un reporting permettant au donneur d’ordre d’accéder en temps réel à toutes les informations lui permettant de garder le contrôle des opérations : ventes, part de marché par magasin, DN, DV, calendrier des interventions, stocks, prix publics, interlocuteurs… Le reporting est indispensable à la conduite du contrat de régie commerciale en toute transparence.

## Enjeux de la régie commerciale
Le choix d’un circuit de distribution pour un industriel est une composante fondamentale de sa stratégie de développement. Les conséquences financières sont mesurées. Plus le circuit est long, plus il est coûteux. Inversement, un circuit court évite les cascades de marges, mais implique des investissements plus importants en amont.
Contrairement au mode de distribution par grossiste, la régie commerciale n’entraîne aucune perte de pouvoir de décision. Les conditions commerciales négociées avec les réseaux de vente sont respectées et les informations liées à l’exploitation commerciale (actions terrain, état des stocks, données client…) remontent en temps réel via une plateforme de pilotage.
L’autre avantage majeur réside dans le dimensionnement adapté de l’investissement. En fonction de la saisonnalité ou de la conjoncture, la taille du dispositif commercial épouse les besoins liés à l’activité. Un dimensionnement optimisé qui permet une rationalisation des coûts sans perte de compétitivité.
Par ailleurs, le prestataire qui se rémunère sur la base d’un mark-up, assure à l’industriel le contrôle de sa distribution et de ses prix. Ce dernier peut ainsi reprendre la main à tout moment en cas d’internalisation ou de changement d’organisation.
Enfin, le prestataire régisseur construit sa légitimité sur son expertise des différents circuits de distribution et des métiers qui s’y rattachent. Le donneur d’ordre bénéficie donc de l’efficacité de spécialistes de son secteur, un gage d’efficacité et de rapidité de mise en œuvre.